# Unió Americana per les Llibertats Civils
La Unió Americana per les Llibertats Civils (en anglès American Civil Liberties Union o ACLU) és una organització sense ànim de lucre dels Estats Units d'Amèrica. Les seves oficines centrals es troben a Nova York i la seva missió principal és «defensar i preservar els drets individuals i les llibertats garantides a cada persona en aquest per la Constitució i les lleis dels Estats Units».
Aquesta organització realitza les seves tasques participant en litigis, en l'elaboració de legislació i educant la comunitat. Segons el seu informe anual, l'ACLU tenia més de 500.000 membres a finals del 2005. Algunes demandes presentades per l'ACLU han molt influents en l'evolució constitucional estatunidenca.

L'ACLU proporciona assessoria legal en els casos en els quals considera que les llibertats civils podrien estar en risc. Encara quan l'ACLU no proporciona representació legal directa, generalment intervé en els processos com a amicus curiae. A més del seu treball legal, l'organització també ha realitzat activitats com a lobby i activisme polític.

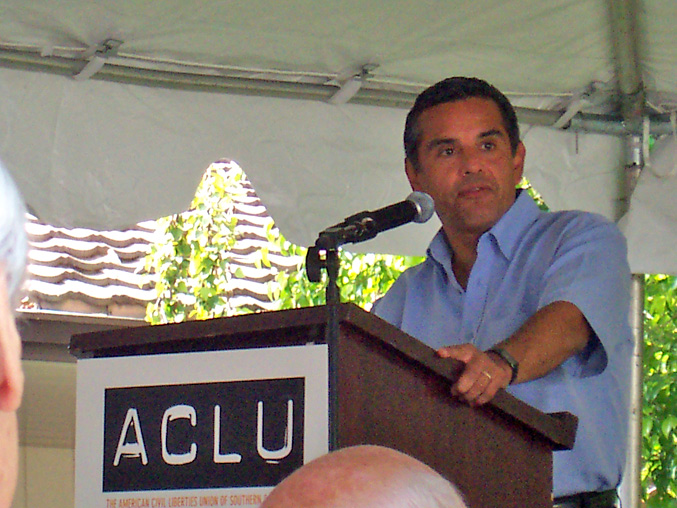
L'alcalde de Los Angeles, Antonio Villaraigosa, en un esdeveniment.

## Història
Roger Nash Baldwin, en les seves pròpies paraules, va dir que va començar amb la idea de crear aquesta associació inspirat després d'escoltar un míting de la coneguda anarquista i feminista nord-americana Emma Goldman. Nash es va convertir en el cap de l'Oficina Nacional de les Llibertats Civils (National Civil Liberties Bureau o NCLB) el 1917. De forma independent respecte a la Unió Americana contra el Militarisme, l'oficina es va oposar a la intervenció nord-americana a la Primera Guerra Mundial. L'NCLB va proporcionar assessoria jurídica i va ajudar els objectors de consciència que eren processats sota la Llei d'espionatge (Espionage Act) de 1917 o la Llei de sedició (Sedition Act) de 1918. El 1920, l'NCLB es transformà en la Unió Americana per les Llibertats Civils (American Civil Liberties Union), i Baldwin continuà com el seu director. Jeannette Rankin, Crystal Eastman i Albert DeSilve, al costat d'altres antics membres de l'NCLB, van ajudar Baldwin a fundar la ACLU.
L'any del seu naixement, l'ACLU va ser formada per protegir estrangers amenaçats amb la deportació, al costat de nord-americans amenaçats amb càrrecs criminals pel Fiscal General dels Estats Units Alexander Mitchell Palmer per activitats comunistes o socialistes. També es va oposar als atacs contra els drets de la Industrial Workers of the World (IWW) i altres sindicats per reunir-se i organitzar-se.
El 1940, l'ACLU va treure tots els comunistes que tenien llocs de direcció o que eren part del personal de l'organització i també va establir que els comunistes no podrien ser-ne membres. El consell va declarar que era "inadequat que qualsevol persona pertanyi als comitès directius de la Unió o com a part del seu personal, si és membre de qualsevol organització política que recolzi la dictadura del proletariat a qualsevol país o que per les seves declaracions públiques indiqui la seva ajuda a tal principi". La purga, que va ser conduïda per Baldwin, un antic partidari del comunisme, va començar amb Elizabeth Gurley Flynn, membre del Partit Comunista dels Estats Units i de la IWW.
Els atacs de l'11 de setembre de 2001 i el debat posterior pel que fa a l'apropiat equilibri de llibertats civils i de la seguretat nacional, incloent-hi el l'aprovació de la Llei patriòtica (Patriot Act), van portar a un augment d'un 20% dels membres de la ACLU entre l'agost de 2001 i desembre de 2002, quan la inscripció total va assolir els 330.000 membres. El creixement continuà i, a l'agost de 2004, el total de membres de l'ACLU ascendia a 400.000.

## Estructura

### Direcció
Actualment, l'direcció de l'ACLU comprèn el director executiu Anthony D. Romero i el president Nadine Strossen. La junta directiva nacional està composta per representants triats per cada estat afiliat, així com pels delegats triats pels consells de cada organització estatal afiliada. Cada organització estatal afiliada té un director executiu i una junta directiva.

### Organització
L'ACLU té situades les seves oficines nacionals a Nova York. L'organització realitza la major part del seu treball mitjançant els seus afiliats locals, organitzats en cinquanta capítols. L'àrea abastada per cada capítol generalment coincideix amb les límits estatals; no obstant això, Califòrnia en té tres, Pennsilvània dos i Dakota del Nord i del Sud en formen tan sols un.
Les organitzacions estatals afiliades són la unitat bàsica de l'estructura de l'ACLU.

### Finançament
L'ACLU rep finançament d'una gran quantitat de fonts. La distribució i la suma dels fons per a cada organització estatal afiliada varia d'estat a estat. Les petites organitzacions afiliades, amb pocs recursos, reben subsidis de l'ACLU nacional.
La ACLU rep aportacions anuals de la Ford, Rockefeller, Carnegie, Field, Tides, Gill, Arcus, Horizons i altres fundacions.

## Posicions
La majoria dels casos de l'ACLU tenen relació amb la Primera esmena, la igual protecció en l'exercici dels drets, el degut procés i el dret a la privadesa; no obstant això, l'organització ha pres posicions respecte a una àmplia gamma d'assumptes:
- Llibertat religiosa: defensa el dret dels nord-americans per practicar qualsevol classe de religió i per realitzar demostracions públiques de la seva fe, encara que sense caràcter oficial o amb patrocini del govern
- Separació Església-Estat: sota aquesta premissa, l'ACLU:
  - S'oposa a l'exhibició, amb el patrocini del govern, de símbols religiosos en propietat pública
  - S'oposa als resos oficials, cerimònia religiosa, i algunes classes de "minuts de silenci" a les escoles públiques o finançades amb fons públics
- Absoluta llibertat d'expressió i de premsa, incloent-hi els periòdics escolars
- Drets reproductius, incloent-hi el dret d'utilitzar contracepció i de practicar l'avortament
- Drets civils complets per a homosexuals, bisexuals i transsexuals (LGBT), incloent-hi beneficis governamentals per a parelles homosexuals iguals als proporcionats a les heterosexuals
- Acció afirmativa com a mitjà de reparació per superar la discriminació i aconseguir diversitat racial dins els cossos estudiantils
- Els drets d'acusats i imputats contra les pràctiques inconstitucionals de la policia
- La descriminalització del consum de drogues tals com l'heroïna, la cocaïna i la marihuana
- Els drets dels immigrants